# Jošihiko Itó
Jošihiko Itó (伊藤 義彦, Itó Jošihiko, * 1951) je japonský fotograf. V roce 1977 dokončil studium na Tokijské vysoké fotografické škole.

## Výstavy
V roce 1995 byla jeho práce zahrnuta do putovní výstavy Photography and Beyond in Japan: Space, Time and Memory prezentované v Hara Museum of Contemporary Art v Tokiu, Museo Tamayo v Mexico City, Losangeleské muzeum umění, Denverské umělecké muzeum, Honolulu Museum of Art a Vancouverská umělecká galerie.

## Sbírky
Jeho díla jsou zahrnuta ve stálé sbírce Národního muzea moderního umění v Tokiu a Centra pro kreativní fotografii na University of Arizona.